# کلوتیر (آیووا)
کلوتیر (به انگلیسی: Clutier) شهری در ایالت آیووا کشور ایالات متحده آمریکا است که جمعیت آن در سرشماری سال ۲۰۱۰ میلادی، ۲۱۳ نفر بوده‌است.